# Spring Time
Spring Time este un lanț de restaurante de tip fast-food din România.
Afacerea a fost inițiată în anul 1992, ajungând la un număr de zece restaurante în anul 2003.
În anul 2014, rețeaua număra 24 de restaurante permanente și unul deschis doar în perioada estivală și avea lunar sute de mii de clienți.
Este deținut de Frații Murad, de origine libaneză, amândoi de profesie medic, prin intermediul companiei Spring Prod Com SRL.
Compania mai deține la Buftea și o fabrică de producție de sosuri, ketchup, maioneză și pastă de usturoi, produse sub marca Spring.
Cifra de afaceri:
- 2013: 10 milioane euro [2]
- 2012: 12 milioane euro [2]
- 2002: 4,8 milioane dolari[1]